# Mark Thomson
Mark Thomson (28 d'abril de 1966) és un físic de partícules britànic. És professor de física experimental de partícules al laboratori Cavendish de la Universitat de Cambridge i membre de l'Emmanuel College de Cambridge. Des del gener de 2018, és el president executiu del Consell d'Instal·lacions de Ciència i Tecnologia, un dels nou consells de Recerca i Innovació del Regne Unit. Thomson és delegat del Regne Unit al Consell del CERN, al Square Kilometer Array Observatory (SKAO) i al European Spallation Source ERIC (ESS). Thomson ha estat seleccionat pel Consell del CERN per ser el proper director general del CERN a partir del 2026.

## Trajectòria
Thomson va completar una llicenciatura en Arts en Física (1988) i un DPhil (1991) en Física Experimental d'Astropartícules a la Universitat d'Oxford. El seu supervisor de tesi doctoral fou John H. Cobb. Entre 1992 i 1994, Thomson va ser investigador postdoctoral al grup de Física d'Altes Energies de l'University College London. El 1994, es va incorporar al CERN primer com a becari i després com a físic investigador del personal on va treballar en l'experiment OPAL. Des de l'any 2000, Thomson ha treballat a la Universitat de Cambridge com a professor (2000 - 2004), lector (2004 - 2008) i professor de física de partícules experimentals (2008-present).
Del 2015 al 2018, Thomson va ser el co-líder i co-portaveu de l'Deep Underground Neutrino Experiment als Estats Units. Thomson també va treballar als experiments MicroBooNE i Minos.
Thomson és l'autor o coautor de més de 1100 publicacions en revistes científiques que cobreixen diverses àrees principals de la física de partícules d'alta energia. Els seus principals interessos de recerca són la física de col·lisionadors electron-positrons, la física de neutrins i el desenvolupament de noves i potents tècniques de reconstrucció per a tecnologies de detectors d'avantguarda. A més de les seves activitats de recerca, és autor de "Modern Particle Physics".